# مارتي هوغن
مارتي هوغن (بالإنجليزية: Marty Hogan)‏ هو لاعب كرة قاعدة أمريكي، ولد في 25 أكتوبر 1869 في ونزبري ‏ في المملكة المتحدة، وتوفي في 15 أغسطس 1923 في يونغزتاون في الولايات المتحدة بسبب ذات الرئة.

## وصلات خارجية
- مارتي هوغن على موقعبيزبول رفرنس.كوم (الدوري الرئيسي) (الإنجليزية)
- مارتي هوغن على موقعبيزبول رفرنس.كوم (الدوري الثانوي) (الإنجليزية)